# Petrotilapia genalutea
Petrotilapia genalutea es una especie de peces de la familia Cichlidae en el orden de los Perciformes.

## Morfología
Los machos pueden llegar alcanzar los 13,1 cm de longitud total.

## Hábitat
Es una especie de clima tropical que vive entre 23 °C-27 °C de temperatura y entre 3-20 m de profundidad.

## Distribución geográfica
Se encuentra en África):  lago Malawi